# فيوليت هنت
فيوليت هنت (بالإنجليزية: Violet Hunt)‏ (و. 1862 – 1942 م) هي مؤلفة، وروائية، وكاتِبة من المملكة المتحدة، والمملكة المتحدة لبريطانيا العظمى وأيرلندا، ولدت في دورهام، إنجلترا، توفيت عن عمر يناهز 80 عاماً.

## التعليم
تعلمت في Notting Hill and Ealing High School ‏
.